# Suifenhe
Suifenhe (en chino, 绥芬河; pinyin, Suífēnhé, léase Suéifen-Jo) es un municipio  bajo la administración directa de la Prefectura Mudanjiang en la Provincia de Heilongjiang, República Popular China.  Su área es de 422  km² y su población total para 2004 superó los 60 mil habitantes. 

## Administración
Desde julio de 2020, el  Municipio Suifenhe se divide en 2 pueblos administrados en  poblados.